# 帰国子女
帰国子女（きこくしじょ）とは「帰国した息子・娘」の総称。保護者の国外転居に伴って国外転居した後に自国に転居（帰国）した子女。
現代では男女差別と見られる考えがあるため、使わない方が良いともされている。変わる言葉として「帰国生」などがある。

## 「子女」の意味
「徳川家康の子女＝徳川家康の息子・娘」であるように「子女＝産す子（むすこ）・産す女（むすめ）＝息子・娘」である。

## 現地での教育
日本人人口が持続されている都市、すなわち大都市には、日本人学校や補習授業校（略称 補習校）が存在する。運営母体は現地の日本人会や日本企業商工会である。しかし、文部科学省の学校教育法施行規則等に則って運営される学校（在外教育施設）であり、教育内容には文部科学省が直接関わっている。

### 日本人学校
日本人学校は、帰国後の教育や受験に対応することが目的の学校である。日本国内において最多採択されているものと同じ教科書・教材が使われ、3年の任期で各都道府県から志願派遣されてくる通常の教師（外務省の一時嘱託扱い）により、日本国内と同等の教育がなされる。義務教育を対象としているために、基本的に小学部と中学部のみであり(稀に幼稚部を設置する学校もある)、高等部はないが、2011年中国の上海にある上海日本人学校において世界88校ある日本人学校の中で初となる高等部が設置された。ちなみに、日本の私立学校が独自に運営している日本国外の高校は、日本人学校ではなく私立在外教育施設である。

### 日本人補習校
日本人補習校は、日本語能力の保持と帰国後の教育への対応を目的とした学校である。通常は日本人学校が設置されていない都市に設置され、ほとんどは週一日土曜のみに開校される。例えば、平日は現地校に通い、土曜日に補習校に通うのが一般的である。なお、一部の大きな補習校には高等部がある。

### 幼稚園
日本人が特に多い都市の日本人学校や補習校には、幼稚園部がある。

### 学習塾
日本人が特に多い大都市には、現地に経営母体を置く日本人向けの学習塾や、駿台や東進などの予備校、公文式などがあり、帰国後の教育対策と受験対策も行なっている。